# Johannes Christiaan Mari Hattinga Verschure

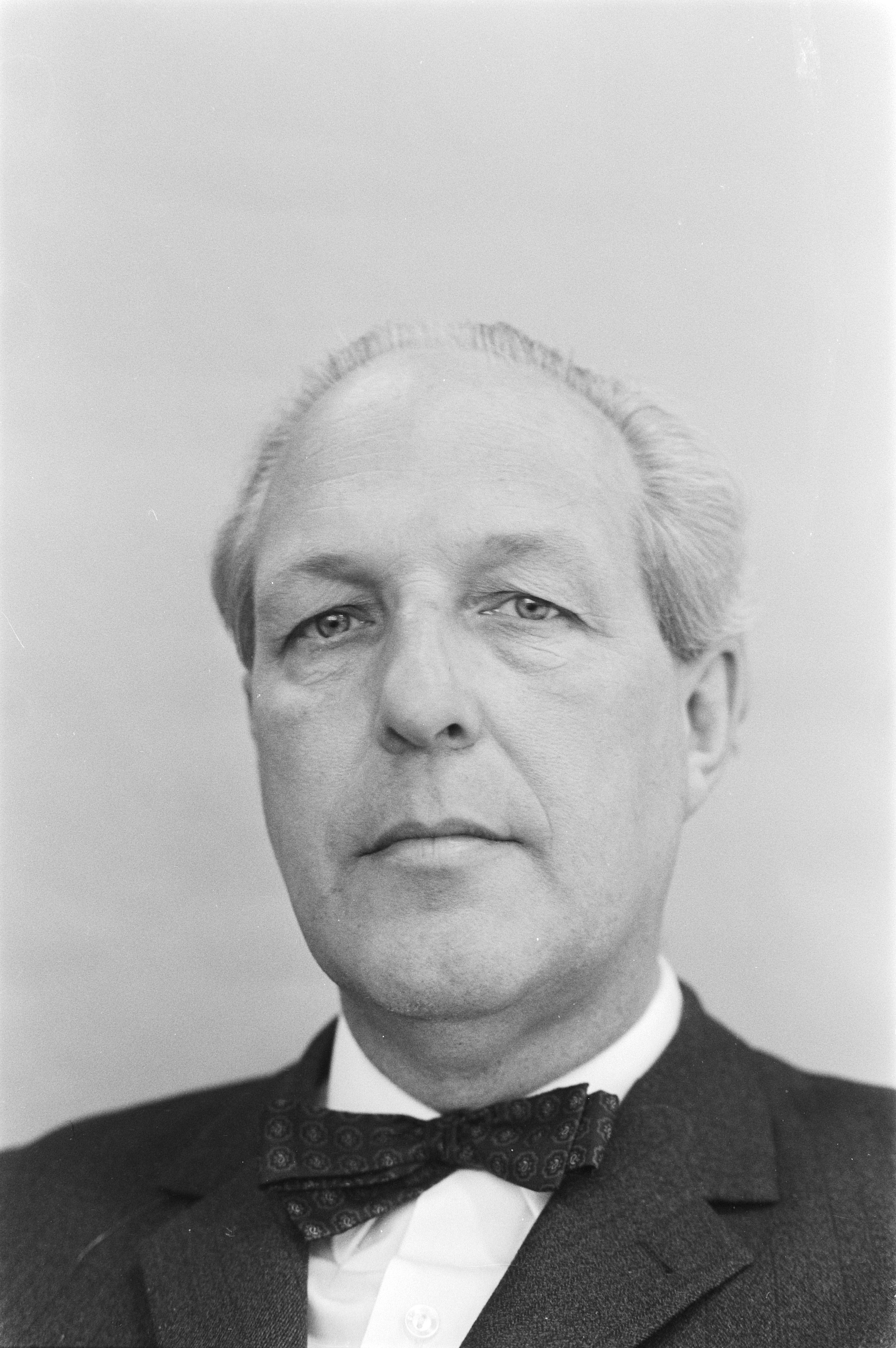
Johannes Christiaan Mari Hattinga Verschure (1971)

Johannes Christiaan Mari Hattinga Verschure, Rufname Joop (* 17. Februar 1914 in Breda; † 17. März 2006 in Nijmegen), war ein niederländischer Mediziner und Chemiker.

## Leben
Johannes Christiaan Mari war der Sohn des Christian Cornelis Johannes Verschure (* 20. Dezember 1876 in ’s-Hertogenbosch; † 11. November 1936 in Breda) und dessen Frau Francoise Marie Hattinga Raven (* 18. November 1879 in Helder; † nach 1957). Anfänglich besuchte er die höhere Bürgerschule und das Unser Lieben Frauenlyzeum seiner Geburtsstadt. 1932 nahm er an der Universität Utrecht ein Studium der Chemie und Medizin auf. Hier bestand er im Januar 1939 sein Doktoralsexamen in Chemie und bestand im April 1942 sein Arztexamen. Danach arbeitete er in als praktischer Arzt in Terheyden und Breda. 1943 spezialisierte er sich auf die innere Medizin und arbeitete während der Zeit des Zweiten Weltkrieges als Internist an der Seite von Adrianus Cornelis Maria Lips (* 2. September 1907 in ’s-Hertogenbosch; † 5. August 1990 in Eindhoven) in Nijmegen. Nach einem kurzen Aufenthalt in New York 1945, fand Hattinga Verschure im April 1946 eine Anstellung an der medizinischen Universitätsklinik in Utrecht. 1946 promovierte er bei Hugo Rudolph Kruyt mit der biochemischen Arbeit Electrophoretisch onderzoek van het mechanisme van enige klinisch gebruikelijke serumvlokkingsreacties (Deutsch: Elektrophoretische Untersuchung des Mechanismus einer klinisch gebräuchlichen Serumflockungsreaktion) zum Doktor der Naturwissenschaften.
Nachfolgend wechselte er 1948 an das chemische Labor der Utrechter Universitätsklinik und es entstand noch eine Vielzahl von klinisch-chemischen Publikationen. So erhielt er 1954 de Struykenpreis der Thijmgenootschap für seine Arbeiten zu Krankheiten der Leber- und Gallenwege. Ab etwa den 1950er-Jahren engagierte sich Hattinga Verschure für die Aufrichtung der niederländischen Vereinigung für klinische Chemie (NVKC), dessen Vorsitzender er 1951 wurde und er ab 1960 als Ehrenmitglied angehörte. 1952 initiierte er die Gründung der International Federation on Clinical Chemistry (IFCC), der er bis 1958 angehörte und für die er 1954 den ersten internationalen Kongress für klinische Chemie in Amsterdam organisierte. Ein Ergebnis dieses Kongresses, wurde die Initiierung der Zeitschrift Clinica Chemica Acta. Von 1962 bis 1965 war er auch Mitglied der Koninklijke Nederlandse Chemische Vereniging und Mitglied des chemischen Rats der Niederlande. Auch wirkte er als Kurator am St. Bonifaciusgymnasium in Utrecht, wo seine Kinder ausgebildet wurden.
1960 wurde er medizinischer Direktor am Unser Lieben Frauen-Krankenhaus und dem St. Lucas-Krankenhaus in Amsterdam. Hier widmete er sich mehr organisatorischen und soziologischen Fragen. So wurde er 1962 Vorsitzender der Stiftung der Zusammenarbeit Amsterdamer Krankenhäuser, welche Tätigkeit er bis 1970 ausübte. 1966 initiierte er die Stiftung Studiecentrum voor Ziekenhuiswetenschappen (Deutsch: Studienzentrum für Krankenhauswissenschaften), deren Vorsitzender er ebenfalls wurde. Er war zu jener Zeit Mitglied des Centraal College für Spezialistenausbildung der Niederlande, beteiligte sich mit seiner Berufserfahrung an der Verwaltung der Vereinigung katholischer Krankenhäuser und wurde 1971 Mitglied der Koninklijke Nederlandsche Maatschappij tot bevordering der Geneeskunst. Neben seiner Kuratortätigkeit in Utrecht wurde er Vorsitzender des Pius X-Lyzeums in Amsterdam. Für seinen ab 1960 erfolgten Einsatz für das Christengemeinschaftliche Jugendwerk in Palästina und Israel, ernannte man Hattinga Verschure 1975 zum Kommandeur des Ordens vom Heiligen Grab in Jerusalem.
Am 28. Juli 1969 erhielt Hattinga Verschure einen Ruf als erster niederländischer Professor für Krankenhauswissenschaften an die Universität Utrecht, welche Aufgabe er am 2. März 1970 mit der Einführungsrede Wenteltrap naar de toekomst (Deutsch: Wendeltreppe in die Zukunft) antrat. Hier wurde er am Neubau des akademischen Krankenhauses in Utrecht aktiv, widmete sich Fragen der Krankenpflege und prägte den Begriff mantelzorg (Pflege durch Angehörige und Freunde, siehe Pflegeperson). Diese definierte er als all die gemeinschaftliche Pflege, welche in einem kleinen sozialen Netzwerk auf Basis von Offensichtlichkeit und der Bereitschaft der Gegenseitigkeit stattfindet. Auf der Grundlage seines ethischen Fürsorgeverständnisses wendete er sich gegen eine anwachsende Machtposition professionell Pflegeleistender, gegenüber den Hilfsbedürftigen und forderte eine stärkere Einbindung der Familie in die Pflege. Auch hatte er sich an der Gründung der interakademischen Arbeitsgruppe für Krankenhauswissenschaften (IWZ) beteiligt und setzte sich noch für weitere Verbesserungen auf dem Gebiet der Gesundheitsfürsorge ein. Dazu entstanden eine Anzahl von wissenschaftlichen Werken und er wirkte als Berater des niederländischen Gesundheitsministeriums. 1983 wurde Hattinga Verschure emeritiert, im selben Jahr wurde er zum Ritter des Ordens vom niederländischen Löwen ernannt und 2002 empfing er den Kolffpreis für sein Lebenswerk.

## Familie
Hattinga Verschure verheiratete sich am 24. Juni 1942 in Utrecht mit Cecilia (Ciel) Maria Smulders (* 3. Juli 1920 in Utrecht; † 16. Juni 2016 in Utrecht), die Tochter des Ludovicus Franciscus Cornelis Marie Smulders (* 18. August 1885 in Utrecht; † 10. Juni 1966 ebenda) und dessen am 12. September 1914 in Den Haag geheirateten Frau Elisabeth Anna Halewijn (* 6. August 1894 in Soekaboemie (Indonesien)). Aus der Ehe stammen Kinder. Von diesen kennt man:
- Maria (Marieke) Francoise Elizabeth Hattinga Verschure (* September 1943 in Nijmegen) verh. 5. Juli 1969 in Amsterdam mit Hans Vollaard
- Beatris Maria Hattinga Verschure (* 27. Oktober 1944 in Nijmegen)
- Ingeborg (Inge) Maria Hattinga Verschure (* 27. Oktober 1944 in Nijmegen)
- Tochter NN. Hattinga Verschure (* & † 9. Februar 1946 in Nijmegen)
- Maximiliaan (Max) Christiaan Lodewijk Hattinga Verschure (* 15. April 1947 in Nijmegen)
- Christiaan Jacobus Adrianus Hattinga Verschure (* April 1950 in Utrecht)
- Josephus Benedictus Johannes Hattinga Verschure (* Juli 1951 in Utrecht)
- Peter Paul Maria Hattinga Verschure (* 11. Mai 1953 in Utrecht)
- Monica Maria Hattinga Verschure (* Februar 1955 Utrecht)
- Patricia Agnes Hildegard Hattinga Verschure (* 22. Januar 1957 in Utrecht)

## Werke (Auswahl)
- Wenteltrap naar de toekomst. Amsterdam 1970
- Patient, ziekenhuis, gezondheidszorg op weg naar 2000. Amsterdam 1971
- De toekomst van het oud worden. Amsterdam 1971
- Het ziekenhuis in onze samenleving. Amersfoort 1974
- Ziekenhuis – nieuwbouw en variabiliteit. Utrecht 1978
- Zorgverlening in beweging. Lochem 1979
- De kliniek als leerhuis voor de toekomst. Lochem 1980
- Wetenschappelijke ondersteuning van ziekenhuisbeleid. Lochem 1980
- Kiezen of delen in de klinische gezondheidszorg 1980–2000. Lochem 1981
- Het verschijnsel zorg. Lochem 1977, 2. Aufl. Lochem 1981
- Algemene zorgkunde voor de zorgverlenende beroepen. Lochem 1981
- Gezondheidszorg in een turbulente cultuur afbraak of opbouw? Lochem 1981
- Duizelig op de wenteltrap. Over de reconstructie van de gezondheidszorg. Lochem, 1983
- Bevordering van mantelzorg bij bejaarden en gehandicapten. Utrecht 1984
- Zelfredzame ouderen. Lochem, 1987 (Online-PDF)